# Тигрёнок в чайнике
«Тигрёнок в чайнике» — советский мультипликационный фильм 1972 года, снятый Творческим объединением художественной мультипликации киностудии «Киевнаучфильм» по одноимённой сказке английской писательницы Бетти Юрдин (Betty Yurdin, 1922—2006). Фильм полон лиризма и поэзии.

## Сюжет
Однажды большая и дружная семья — мама, папа, бабушка, старшая дочь, два брата-близнеца и младшая дочь — собралась попить чаю. У семьи был любимый большой фарфоровый чайник. Мама напекла много всяких лакомств, уставила ими стол и пошла на кухню заваривать чай. Но вдруг обнаружила в чайнике… тигрёнка! Несколько сердитым тоном она потребовала от полосатого незваного гостя немедленно освободить чайник, однако он не послушался. Старшая дочь пригрозила ему большими неприятностями, бабушка отметила, что в её времена тигры были куда воспитаннее, а мальчики заявили: не выйдешь из чайника — пожалеешь! Папа закричал, что вызовет полицию, а то и пожарных. Но тигрёнок и ухом не повёл. Тут прибежала младшая дочка, восхитилась чудесным тигрёнком, ласково улыбнулась ему и вежливо предложила, если он не против, выйти из чайника и попить вместе с ними чайку. «С большим удовольствием!» — любезно ответил тигрёнок. И вскоре все ввосьмером мирно пили чай со сладостями.

## Создатели
| Автор сценария и режиссёр | Алла Грачёва                                                                    |
| Художник-постановщик      | Роман Адамович                                                                  |
| Мультипликаторы           | Константин Чикин, Александр Лавров, Марк Драйцун                                |
| Композитор                | Леонид Вербицкий                                                                |
| Текст читает              | Клара Румянова                                                                  |
| Оператор                  | Анатолий Гаврилов                                                               |
| Звукооператор             | Лев Рязанцев                                                                    |
| Ассистенты                | Ю. Воркач, В. Сабликов, Ю. Сребницкая, Л. Пономарёва, О. Касьяненко, И. Дивишек |
| Редактор                  | Светлана Куценко                                                                |
| Директор картины          | Иван Мазепа                                                                     |

## Отзыв критика
Среди лучших мультфильмов «Киевнаучфильма» 60—70-х годов XX в.: «Сказание про Игорев поход», «Журавлик», «Тёплый хлеб», «Тигрёнок в чайнике», «Волшебник Ох», «Весёлый цыплёнок», «Мальчик и облачко», «Парасолька на охоте», «Человек и слово», «Как казаки невест выручали», «Салют», «Какого рожна хочется?», «Удивительный китёнок», «Колумб причаливает к берегу», «Как жёны мужей продавали».— Кино: Энциклопедический словарь / Под ред. С. И. Юткевича. — М.: Советская энциклопедия, 1987.— С. 436.